# シェルビン・ハジプール
シェルビン・ハジプール (Shervin Hajipour) として知られる、シェルビン・ハジ・アガプール（Shervin Haji Aghapour、ペルシア語: شروین حاجی‌ آقاپور、 
1997年3月30日 - ）は、イランのシンガーソングライター。バボルサールに生まれた彼は、2018年の遅い時期からソーシャルメディアに、様々な楽曲のカバーを発表し始めた。2019年3月22日にテレビ番組『New Era（ペルシア語: عصر جدید, Asre Jadid）』のオーディションで「Maybe Paradise」を歌った後、この楽曲をデビュー・シングルとして多様なプラットフォームに発表し、イランの若い世代の間で広く認知されるようになった。さらにシングル「バライェ (Baraye)」を発表し、これがマフサ・アミニ抗議運動の「アンセム」と評されるようになって、ハジプールは有名になった。2023年には、第65回グラミー賞において初めて設けられた社会変化のための最優秀楽曲賞 (Best Song for Social Change) を「バライェ」で受賞した。
『タイム』誌は、2023年の世界で最も影響力のある100人の一人として彼の名を挙げた。
2024年3月1日、ハジプールは、第65回グラミー賞で社会変化のための最優秀楽曲賞を受賞した「バライェ」のために、禁錮３年８月の判決を受け、また、反米の楽曲を制作することを命じられた。

## 生い立ちと教育
シェルビン・ハジ・アガプールは、1997年3月30日、マーザンダラーン州バボルサールに生まれた。8歳からヴァイオリンのクラスに入って音楽を始めた。中等学校では職業的作曲を学び始めた。マーザンダラーン大学では、経済学の学士号を得た。大学では、演劇のための音楽を作編曲していた。

## 経歴
22歳の時、ハジプールは、イーサン・アリハーニーがプロデュースするテレビのオーディション番組『New Era』に出演し、第1シーズンの第2ラウンドで決勝に進んだ。
イランのクルド人女性マフサ・アミニの死を契機に発生したマフサ・アミニ抗議運動に際して、ハジプールは、新曲「Baraye... （ペルシア語: برای：「...のために」「...ゆえに」の意）」を発表した。抗議運動を支持するために書かれたこの曲の歌詞は、抗議する者たちやその支持者たちがポストした「バライェ...」から始まる数々のツイートを引用しており、スローガン「女性、命、自由 (Woman, Life, Freedom)」への言及も盛り込まれていた。彼がインスタグラムにポストした「バライェ」は、2日も経たないうちに4000万回以上視聴された。他のイラン人のソーシャルメディア利用者たちも、この曲を歌ったり、演奏したりするビデオをポストした。 
2022年9月29日、ハジプールは「バライェ」を理由として逮捕され、ソーシャルメディアのプラットフォームからこの曲を除去させられたが、逮捕直後にこれを主導したのはイスラム革命防衛隊の秘密組織であった。彼の逮捕は、数多くのイラン人や、ミュージシャンたちからの批判を呼び、ムラット・ボズ、モハンマド・イスファハーニー、ラナ・マンスール、カリム・サジャドプール、ロジャー・ウォーターズらが声をあげた。イスラム革命防衛隊と提携するニュース通信社であるタスニム通信社は、編集し直したビデオ・クリップをポストし、元々の映像に代えてイスラム共和国成果を誇示する映像を公開した。ハジプールの逮捕を受けて、多数のソーシャルメディア利用者たちがナショナル・アカデミー・オブ・レコーディング・アーツ・アンド・サイエンスに対し、グラミー賞の新しい部門であった「社会変化のための最優秀楽曲賞」に、「バライェ」をノミネートした。
2022年10月4日、ハジプールは保釈金を払って保釈され、マーザンダラーン州北部地区の検察官モハンマド・カリミ (Mohammad Karimi) によれば、「事件は司法手続きに委ねられる」ことになった。ハジプールはインスタグラムにポストし、この曲が意に反してイラン国外の政治集団に用いられたと述べたが、活動家たちはこの発言が強制されたものであろうと考えている。
シェルビン・ハジプールは、「バライェ」に対して2023年のグラミー賞において社会変化のための最優秀楽曲として特別賞を受賞し、賞を授与した合衆国のファースト・レディであるジル・バイデンは、ハジプールのメッセージにハイライトを当てた。2023年、ハジプールは、『タイム』誌の選んだ世界で最も影響力のある100人の一人に選ばれた。
2023年8月29日、パキスタンの俳優フマーユーン・サイードがインスタグラムを通じて、シェルビン・ハジプールの楽曲「Dornaye Mongharez」を連続ドラマ『Meray Paas Tum Ho』のオリジナル・サウンドトラックに用いると発表した。この連続ドラマのペルシア語版のオリジナル・サウンドトラックもハジプールがプロデュースするものとされた。
2024年3月1日、ハジプールは禁固刑の判決を受け、反米的内容の楽曲を制作することを命じられた。

## ディスコグラフィ
ハジプールは、33曲を発表しており、サウンドトラック3曲、ミュージック・ビデオ4曲があり、さらに未発表曲31曲、フィーチャー・アーティストとして客演した楽曲3曲がある。

## 栄誉

### 受賞とノミネーション
| 賞         | 年     | 受賞作   | 部門                       | 結果 | 出典         |
| ---------- | ------ | -------- | -------------------------- | ---- | ------------ |
| グラミー賞 | 2023年 | ブライェ | 社会変化のための最優秀楽曲 | 受賞 | [ 1 ] [ 39 ] |

### 名誉
- 『タイム』誌が選ぶ世界で最も影響力のある100人、2023年4月[2]